# Березняки (Назаровский район)
Березняки — посёлок в Назаровском районе Красноярского края России. Входит в состав Красносопкинского сельсовета.

## География
Посёлок находится на расстоянии 61 км к югу от города Назарово, административного центра района.

## История
В 1968 году указом Президиума Верховного Совета РСФСР посёлок отделения № 3 Крутоярского зерносовхоза переименован в Березняки.

## Население
| 2010 |
| ---- |
| 260  |

### Гендерный состав
По данным переписи населения 2010 года, в посёлке проживало 260 человек (123 мужчины и 137 женщин).